# Поздишовце
Поздишовце (слч. Pozdišovce) насељено је мјесто са административним статусом сеоске општине (слч. obec) у округу Михаловце, у Кошичком крају, Словачка Република.

## Становништво
| Година:    | 1994. | 2004.   | 2014.   | 2024.   |
| ---------- | ----- | ------- | ------- | ------- |
| Број људи: | 1183  | 1227    | 1289    | 1307    |
| Разлика:   |       | +3,71 % | +5,05 % | +1,39 % |

| Година:    | 2023. | 2024.   |
| ---------- | ----- | ------- |
| Број људи: | 1312  | 1307    |
| Разлика:   |       | -0,38 % |

Према подацима о броју становника из 2011. године насеље је имало 1.266 становника.